# تائو جیالی
تائو جیالی (به انگلیسی: Tao Jiali) فضانورد اهل کشور چین است که در ۱۹۸۷ میلادی در چنگدو زاده شد.